# Изидии

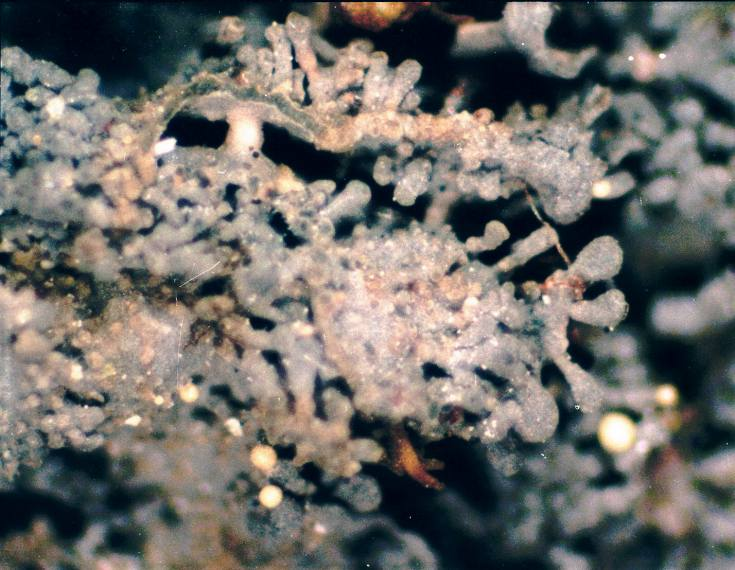
Образец лептогиума синеватого, увеличенный в 40 раз, с лобулевидными изидиями

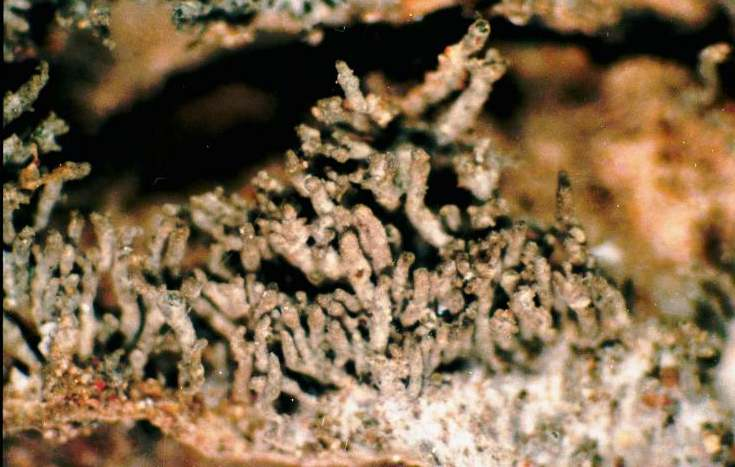
Коккокарпия пальмовая, сфотографированная через стереомикроскоп с увеличением в 40 раз, на которой видны изидии

Изи́дии (от греч. Ἶσιδος τρίχες, буквально — волосы Исиды) — выросты на поверхности таллома лишайника. При подсыхании легко отламываются и при благоприятных условиях прорастают в новый таллом лишайника.
Развиваются у 15 % видов лишайников, в основном у высокоорганизованных кустистых и листоватых.
Изидии встречаются реже соредий и характерны для представителей далеких в филогенетическом отношении семейств.

## Значение
Служат для вегетативного размножения, а также увеличивают ассимиляционную поверхность слоевища.

## Морфология
Покрыты коровым слоем, образованы гифами гриба, между которыми располагаются водоросли.
Как правило, изидии и слоевище имеют одинаковую окраску, но изидии иногда могут быть окрашены более интенсивно — вплоть до чёрного цвета.
Форма изидий для каждого вида обычно определённа и постоянна.

## Развитие
Развитие изидий начинается с выпячивания слоевища. На ранней стадии развития они имеют цилиндрическую форму, позднее часто разветвляются, уплощаются или приобретают коралловидно-разветвленную форму.

## Классификация
Выделяют следующие типы изидий: шаровидные, бородавковидные, булавовидные, головчатые, щитовидные, цилиндрические, коралловидные, зернистые и колонновидные.